# مارك كيفر
مارك كيفر (بالإنجليزية: Mark Kiefer)‏ هو لاعب كرة قاعدة أمريكي، ولد في 13 نوفمبر 1968 في مقاطعة أورانج في الولايات المتحدة.

## وصلات خارجية
- مارك كيفر على موقع دوري كرة القاعدة الرئيسي (الإنجليزية)
- مارك كيفر على موقعبيزبول رفرنس.كوم (الدوري الرئيسي) (الإنجليزية)
- مارك كيفر على موقعبيزبول رفرنس.كوم (الدوري الثانوي) (الإنجليزية)
- مارك كيفر على موقع إي إس بي إن.كوم (أم.أل.بي) (الإنجليزية)
- مارك كيفر على موقع مشجعي الرسوم البيانية (الإنجليزية)